# Kamień (Piekary Śląskie)

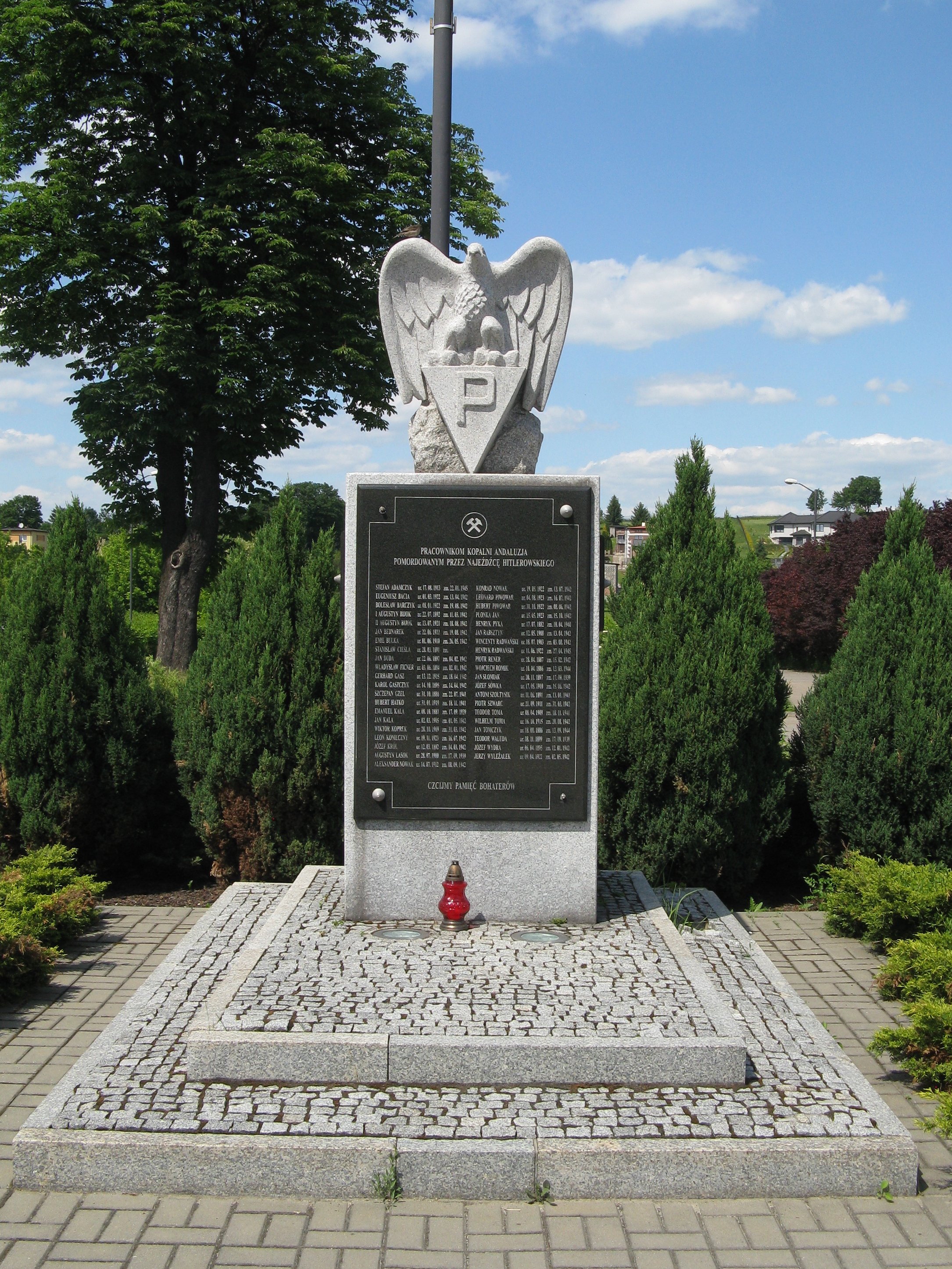
Pomnik pamięci pracowników kopalni Andaluzja pomordowanych przez hitlerowców, stan na 2018 rok

Kamień (niem. Kamin) – dzielnica Piekar Śląskich, leży w południowo-wschodniej części miasta nad Brynicą.
Pierwsza wzmianka o osadzie Kamień ma pochodzić z 961 roku, lecz nie wiadomo, czy nie jest to sztuczna data wykreowana w okresie PRL.
Potwierdzona wzmianka o istnieniu osady Kamień pochodzi z 1251 roku, kiedy to była własnością rycerza Widgo, następnie Bernarda Kamencza od 1254 roku. Wzmiankuje się o miejscowości także w 1275 roku. Miejscowość przez lata była częścią kasztelani Bytomskiej, znajdowała się w granicach samodzielnego Księstwa Opolskiego. 19 lutego 1327 roku w Opawie doszło do hołdu lennego Księcia Bytomsko-Kozielskiego Władysława, a po wojnie polsko-czeskiej, teren ten został przyłączony do Królestwa Czech. W XV wieku doszło do wyłomu części małych Księstw przy granicy z Małopolska, co doprowadziło z czasem do włączenia do Królestwa Polskiego Księstw Oświęcimskiego, Zatorskiego oraz uniezależnienie się Księstwa Siewierskiego którym odtąd zarządzali biskupi krakowscy. Na rzece Brynicy ustalono granice pomiędzy Śląskiem a Księstwem Siewierskim oraz Królestwem Polskim, która utrzymała się aż do rozbiorów Polski. Granica również przebiegała tam po marszu Cesarza Napoleona który restytuował Księstwo Siewierskie. Po kongresie wiedeńskim Siewierz znalazł się w granicach Królestwa Kongresowego. Królestwo Polskie zostało zlikwidowane w 1832 roku po powstaniu listopadowym, co ustaliło granicę pomiędzy Prusami a Cesarską Rosją aż do wybuchu I wojny światowej, a potem do przyłączenia części Górnego Śląska do Polski. W okresie międzywojennym w miejscowości stacjonował komisariat Straży Granicznej i placówka II linii SG „Kamień”.
W 1277 roku utworzono parafię rzymskokatolicką pw. św. Apostołów Piotra i Pawła, odłączając ją od parafii św. Małgorzaty w Bytomiu. Parafię erygowano 4 października 1277 roku. Miał długości 25 m, szerokości 12 m i mógł według starych opinii pomieścić 400 osób. W latach 60. XIII wieku zbudowano tu kościół, który według przypuszczeń zbudował rycerz Emmeram Kołda herbu Oksza, ojciec zasłużonego dla Kościoła Krakowa i Wrocławia biskupa Nankera. W Kamieniu urodził się sam Nankier (Jan Kołda), który jako kanclerz sieradzki wspierał Władysława Łokietka w walce o polski tron, za co został później wynagrodzony nominacją na biskupa krakowskiego i rozpoczął budowę katedry gotyckiej na Wawelu. Obecny kościół parafialny w Kamieniu został zbudowany w roku 1899 przez Księdza Proboszcza Józefa Kruppa pochodzącego z Bierunia.
W latach 1908–1911 zbudowano Kopalnię Węgla Kamiennego Andaluzja. Podczas II wojny światowej oraz w 1945 roku przy kopalni w Brzozowicach-Kamieniu utworzono obóz pracy przymusowej dla więźniów, internowanych i jeńców. W 1999 roku została ona postawiona w stan likwidacji a 15 lat później całkowicie zlikwidowana.
W 1922 roku powstał Górniczy Klub Sportowy Andaluzja. Klub obecnie występuje w rozgrywkach kategorii A, w latach świetności klub występował w III lidze a na mecze chodziło ponad 5 tysięcy kibiców.
W roku 1933 Kamień wraz z Brzozowicami utworzył jedną wiejską gminę Brzozowice-Kamień, która w 1936 uzyskała miejskie uprawnienia finansowe. W czasie II wojny światowej na terenie gminy działają Kompania Powstańcza pod dowództwem L. Siwego oraz Obóz Rewolucji Międzynarodowej Unii Słowian, którego przywódcy Józef Bartoszewski i Wilhelm Tomala zginęli.
W roku 1947 Brzozowice-Kamień uznano za gminę wiejską o charakterze miejskim. W 1954 roku (jako gromada) awansowała ona do rangi osiedla, a w roku 1962 otrzymała status miasta. Od 1975 w granicach miasta Piekary Śląskie.
Na przełomie lat 50. i 60. w zachodniej części Kamienia wybudowano Osiedle Andaluzja, zaś w latach 70. i początku 80. we wschodniej części miejscowości powstały: Osiedle Powstańców Śląskich (Osiedle Skłodowskiej) i Osiedle Manhattan (Osiedle Andaluzja II), dziś łącznie zwane Manhattanem.

## Zabytki i miejsca pamięci
- Ratusz z 1929 (dawna siedziba władz gminy Kamień i miasta Brzozowice-Kamień, obecnie MOPR)
- Dom "Strzelca" dawnym domu Organizacji „Strzelec”, cały budynek, wraz z częścią forteczną, wybudowano w 1938; schron bojowy umieszczono w północno-zachodnim narożniku budynku, zadaniem obiektu było wspieranie sąsiednich schronów
- 3 schrony bojowe oraz 2 schrony pozorne Obszaru Warownego „Śląsk”
- OSP Brzozowice-Kamień (1888-1975)
- Szkoła przy ulicy Długosza 96 (z 1920 roku)
- Figura św. Jana Nepomucena z 1817 roku na skrzyżowaniu ulic Skłodowskiej i Brzechwy
- Przydrożne Krzyże
- Kaplica na Dołkach wzniesiona w 1930 roku (aktualnie Dąbrówka Wielka)
- Pomnik pomordowanych przez hitlerowców przy ulicy Bp.Nankera (przeniesiony z terenów zlikwidowanej KWK Andaluzja)
- Tablice Pamiątkowe byłej Kopalni Andaluzja
- tablica upamiętniająca strajk górniczy w grudniu 1981 roku
- familoki min. przy ulicy Bp. Nankera

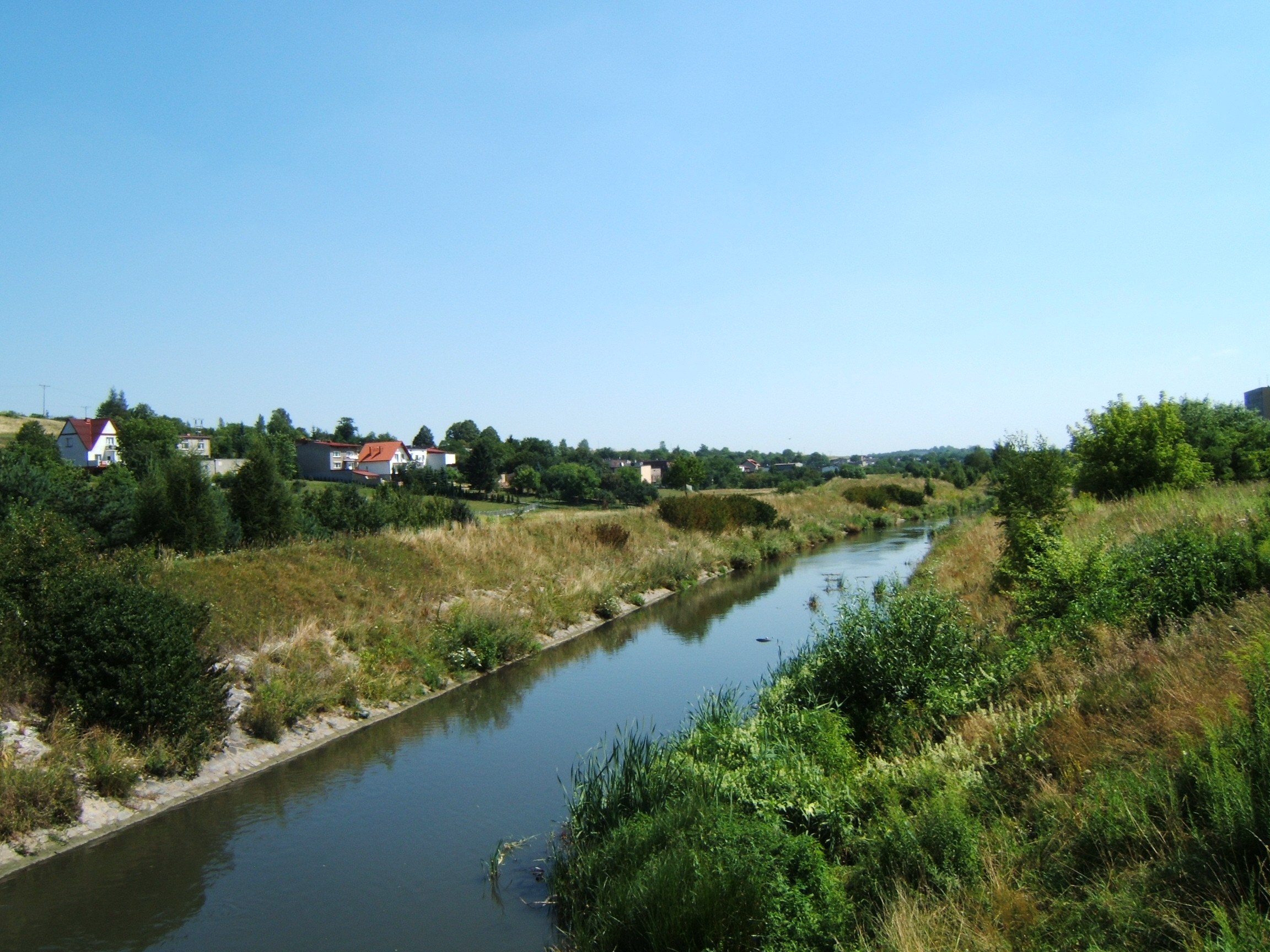
Rzeka Brynica wyznaczająca wschodnią granicę Piekar Śląskich i Śląska

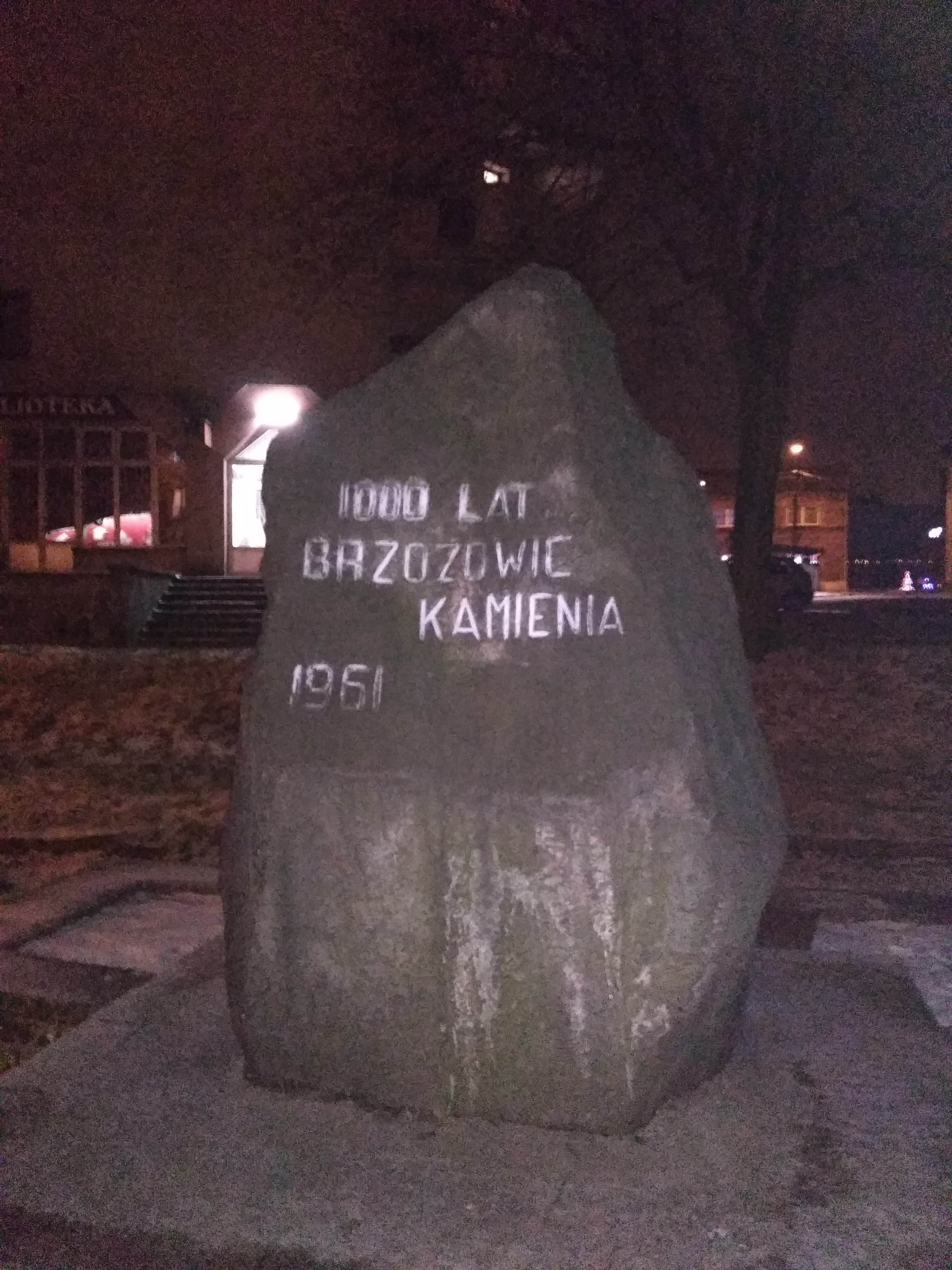
Głaz upamiętniający 1000-lecie powstania Kamienia

## Miejsca rekreacji
- Stadion GKS Andaluzja
- Ośrodek Kultury Andaluzja
- Park przy ulicy Wyspiańskiego

## Godło Kamienia
Obrazuje w wąwozie między dwiema prostopadłymi ścianami górnika trzymającego oburącz kilof i rąbiącego ścianę. Godło to pojawiło się dopiero na pieczęci sporządzonej w latach międzywojennych. Jej odciski są na dokumentach z 1923 roku. Geneza godła wiąże się z wybudowaną w Kamieniu Kopalnią w której zatrudnienie znaleźli mieszkańcy wsi.